# Hagested (plaats)
Hagested is een plaats in de Deense regio Seeland, gemeente Holbæk, en telt 345 inwoners (2008).